# كاثرين روز مورلي
كاثرين روز مورلي (بالإنجليزية: Katherine Rose Morley)‏ هي ممثلة بريطانية، ولدت في 3 أكتوبر 1990 في Woolton ‏ في المملكة المتحدة.

## وصلات خارجية
- كاثرين روز مورلي على موقع IMDb (الإنجليزية)
- كاثرين روز مورلي على موقع قاعدة بيانات الفيلم (الإنجليزية)